# Ohridius bathybius
Ohridius bathybius is een rondwormensoort uit de familie van de Ohridiidae. De wetenschappelijke naam van de soort is voor het eerst geldig gepubliceerd in 1943 door Schneider.